# 雌核发育
雌核发育（gynogenesis），或称假受精，是一种发育方式，在这种发育方式中，精子虽正常进入激活卵子，但其细胞核在染色体中很快消失，并不参与卵球的发育，胚胎的发育仅受母体遗传控制。在自然界中主要出现于鱼类和无脊椎动物的繁殖中。雌核发育也可以用人工诱导产生，目前在两栖类、鱼类甚至哺乳类都有雌核发育的研究。
天然的雌核发育的卵母细胞，在进一步分裂中通常会受到限制而使染色体数目减半受阻，从而使通过雌核发育的个体由单倍体成为多倍体而发育为正常个体。人工诱导的雌核发育通常使用经过物理或化学方法处理精子，使其失活后再“受精”，然后用人为阻止卵母细胞的第二极体外排，或限制第一次有丝分裂等方法获得雌核二倍体。使用人工诱导的雌核发育的个体目前为止的成活率不高，多数在幼体时期即死。